# Clitourps
Clitourps är en kommun i departementet Manche i regionen Normandie i norra Frankrike. Kommunen ligger i kantonen Saint-Pierre-Église som tillhör arrondissementet Cherbourg. År 2022 hade Clitourps 228 invånare.

## Befolkningsutveckling
Antalet invånare i kommunen Clitourps
| Referens: INSEE |